# Mantophryne menziesi
Espèce
Synonymes
- Pherohapsis menziesi Zweifel, 1972

Statut de conservation UICN

 DD  : Données insuffisantes
Mantophryne menziesi est une espèce d'amphibiens de la famille des Microhylidae.

## Répartition
Cette espèce est endémique de Papouasie-Nouvelle-Guinée. Elle n'est connue que dans les environs de Port Moresby.

## Étymologie
Cette espèce est nommée en l'honneur de James I. Menzies.

## Publication originale
- Zweifel, 1972 : Results of the Archbold Expeditions No. 97. A revision of the frogs of the subfamily Asterophryinae, family Microhylidae. Bulletin of the American Museum of Natural History, vol. 148, p. 411-546 (texte intégral).